# 洛索亞河

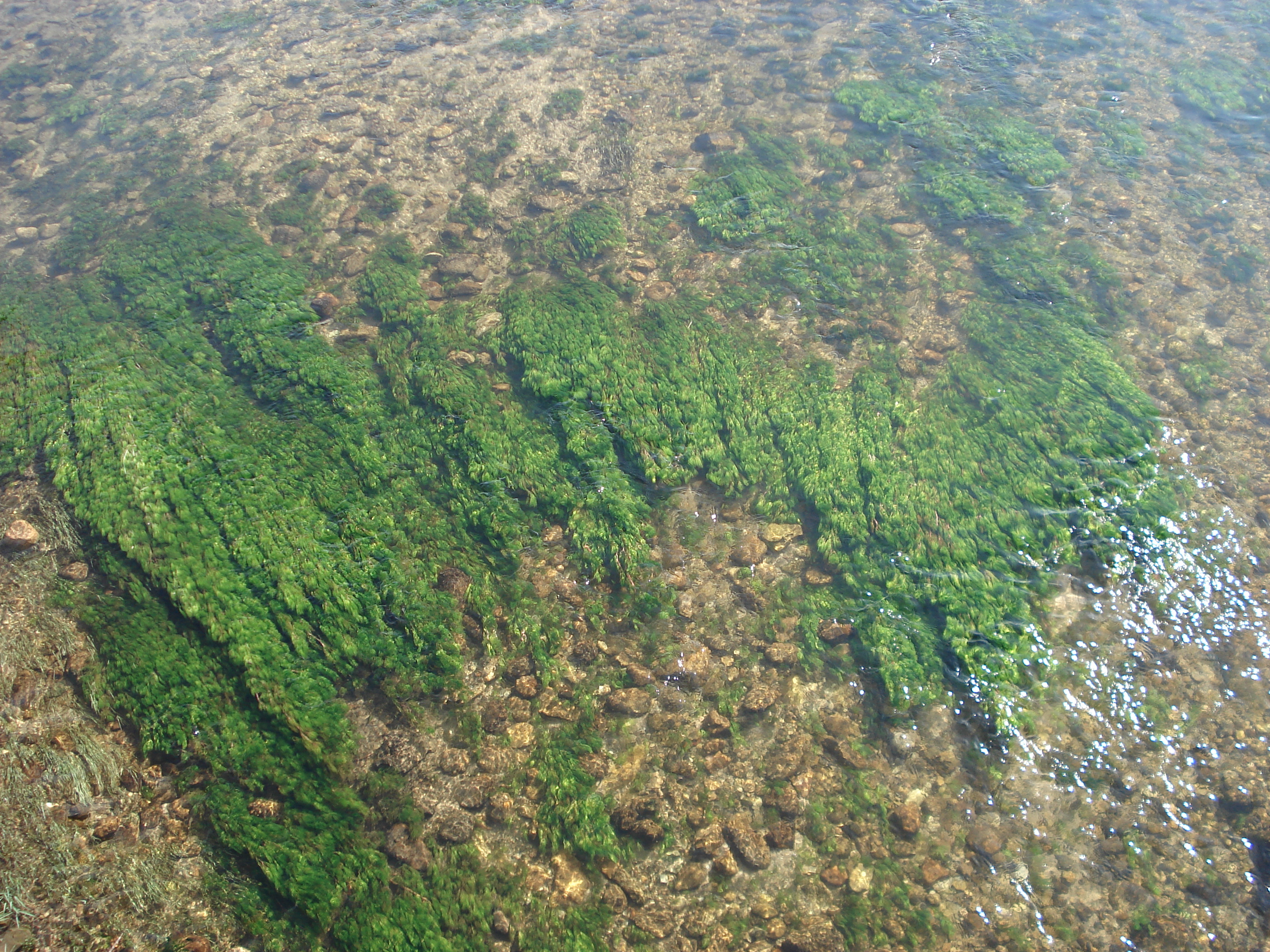
洛索亞河

洛索亞河（西班牙語：Río Lozoya）是西班牙的河流，位於該國中部，屬於塔霍河的支流，流經馬德里自治區和瓜達拉哈拉省，河道全長91公里，流域面積1,265平方公里，平均流量每秒9.94立方米。

## 外部連結
- Hydric resources